# US-amerikanische Badmintonmeisterschaft 1940
Die US-amerikanische Badmintonmeisterschaft 1940 fand Ende März 1940 in Seattle statt. Es war die vierte Auflage der nationalen Titelkämpfe im Badminton in den USA.

## Medaillengewinner
| Disziplin    | Gold                               | Silber                            | Bronze                         |
| ------------ | ---------------------------------- | --------------------------------- | ------------------------------ |
| Herreneinzel | David G. Freeman                   | Walter R. Kramer                  | Carl Loveday                   |
| Herreneinzel | David G. Freeman                   | Walter R. Kramer                  | Ken Quigley                    |
| Dameneinzel  | Evelyn Boldrick                    | Zoe Smith                         | Elizabeth Anselm               |
| Dameneinzel  | Evelyn Boldrick                    | Zoe Smith                         | Shirley Stuebgen               |
| Herrendoppel | David G. Freeman Chester Goss      | Hamilton Law Richard Yeager       | Frank Williamson Harry Keating |
| Herrendoppel | David G. Freeman Chester Goss      | Hamilton Law Richard Yeager       | Clinton Stephens Paul Vancso   |
| Damendoppel  | Elizabeth Anselm Helen Zabriski    | Shirley Stuebgen Janet Wright     | Evelyn Boldrick Loma Smith     |
| Damendoppel  | Elizabeth Anselm Helen Zabriski    | Shirley Stuebgen Janet Wright     | Zoe Smith Juanita Stern        |
| Mixed        | David G. Freeman Sara Lee Williams | Walter R. Kramer Elizabeth Anselm | Ken Quigley Helen Gibson       |
| Mixed        | David G. Freeman Sara Lee Williams | Walter R. Kramer Elizabeth Anselm | Chester Goss Loma Smith        |